# Probsteier Herold
Der Probsteier Herold war eine Regionalzeitung, die von der Probsteier Herold GmbH herausgegeben wurde. Sie erschien zweimal wöchentlich dienstags und freitags im holsteinischen Schönberg und berichtete über Politik, Kultur und Sport in der Region Probstei im Kreis Plön.